# Cappella
För andra betydelser, se Cappella (olika betydelser).
Cappella är en italiensk-brittisk italohouse/eurodancegrupp som hade stora framgångar i Europa 1993 och 1994 med låtar som Move On Baby, Move It Up, U & Me, och U Got 2 Let the Music.
Cappella startades 1987 av den italienska musikproducenten Gianfranco Bortolotti, känd från gruppen 49ers. Med Ettore Foresti som sångare fick gruppen 1988 sin första framgång med Bauhaus (Push the Beat) och året därpå med Helyom Halib, som båda gick upp på brittiska topplistor. 1993 kom det stora genombrottet när singeln U Got 2 Know slog igenom. Den brittiske rapparen Rodney Bishop värvades till gruppen, liksom frontfiguren Kelly Overett, som dock inte själv sjöng. De efterföljande singlarna U Got 2 Let the Music, Move On Baby och U & Me nådde alla topp-tio på de brittiska topplistorna och slog i flera länder över hela Europa.
Runt 1995 förlorade eurodancegenren i popularitet. Frontfigurerna byttes ut och Cappella fortsatte att släppa nytt material, men nådde aldrig upp till samma framgångar och började i stället att producerad remixer på sina tidigare hits. Den första nya singeln sedan 1998 kom 2004, Angel, men den slog aldrig igenom.

## Diskografi

### Album
- 1989 – Helyom Halib
- 1994 – The Best of Cappella
- 1994 – The Remixes
- 1994 – U Got 2 Know
- 1996 – War In Heaven
- 1998 – Cappella

### Singlar
- 1987 – Bauhaus
- 1988 – Helyom Halib
- 1988 – Push the Beat
- 1989 – Get out of My Case
- 1989 – House Energy Revenge
- 1990 – Be Master In One’s Own House
- 1990 – Cappella Megamix
- 1990 – Everybody
- 1990 – Everybody Listen To It
- 1991 – Be Master
- 1991 – Deep In My Heart / Everybody
- 1991 – Everybody
- 1991 – Take Me Away
- 1992 – U Got 2 Know
- 1993 – U Got 2 Let the Music
- 1993 – You Got To Know / Let the Music Take Control
- 1994 – Back to Basics EP
- 1994 – Festival Megamix / Classic Megamix
- 1994 – Move It Up / Big Beat
- 1994 – Move On Baby
- 1994 – U & Me
- 1995 – Don’t Be Proud
- 1995 – I Need Your Love
- 1995 – Tell Me the Way
- 1995 – You And I
- 1996 – Hyper Mixes
- 1996 – I Need Your Love
- 1996 – Turn It Up And Down
- 1997 – Be My Baby
- 1997 – Do You Run Away Now
- 1997 – The Big Beat
- 1997 – U Tore My World Apart
- 1998 – U Got 2 Let The Music ’98
- 1998 – U R the Power of Love
- 2003 – Angel